# Gabi, Niger
Gabi este o comună rurală din departamentul Madarounfa, regiunea Maradi, Niger, cu o populație de 56.547 de locuitori (2001).